# نوبهيرو شيب
نوبُهيرو شيبَ (باليابانية: 柴 暢彦) (18 أبريل 1974 في أوساكا في اليابان – )؛ هو لاعب كرة قدم ياباني سابق كان يلعب كمدافع.

## وصلات خارجية
- نوبهيرو شيب على موقع رابطة كرة القدم اليابانية للمحترفين (اليابانية)